# イースト・コースト本線
イースト・コースト本線 (イースト・コーストほんせん、East Coast Main Line) は、イギリスの鉄道路線で、主要幹線のひとつである。通称「ECML」。日本語では「イースト・コースト・メイン・ライン」や「東海岸本線」と表記されることもある。
ロンドンのキングス・クロス駅とエディンバラのウェイヴァリー駅の間を結び、ロンドンとヨークシャー・ノース・イースト・イングランドおよびスコットランドを繋ぎ、グレート・ブリテン島の東側の大動脈となっている。

## 概要
ECMLは、ロンドンからサウスイースト、イースト・アングリア、ヨークシャー、北東地域を経由し、スコットランドまでを結んでいる。ロンドン北部ではロンドンへの重要な通勤路線でもある。地域間旅客輸送、通勤輸送、および地域内旅客輸送を扱い、また多量の貨物輸送を行うECMLは、イギリスの多くの地域の経済にとり重要な路線となっている。
路線は全線が電化されている。イングランド東部地域（リンカンシャーやケンブリッジシャー）の平野部を通り線形も良いため、路線の大部分で時速125マイル（200km）の高速走行が可能である（ただし日本語に言う高速新線や高速鉄道の定義にはあたらない）。
イギリス国鉄の民営化は上下分離方式により実施されたため、設備の保有・維持管理会社と列車の運行会社が異なっている。旅客列車の運行会社は多数あるが、最も主要な会社はロンドン・ノース・イースタン・レールウェイである。その他の旅客、貨物列車運行会社については#列車運行会社を参照。また、線路その他設備の保有・維持管理会社は、原則としてイギリス国鉄設備関連に関する現在の承継会社であるネットワーク・レールである。
なお、路線は多くの部分で幹線道路のA1と並行している。

### 路線の定義および説明
ネットワーク・レールの定義では、ECMLは本線と4つの支線の5路線から構成されている。
- 本線 (ロンドン・キングス・クロス駅 - エディンバラ・ウェイヴァリー駅) 
  - スティブネイジ、ピーターバラ、グランサム、レットフォード（英語版）、ドンカスター、ヨーク、ダーリントン、ダラム、ニューカッスル、ベリックおよびダンバー（英語版）を経由する。
- 支線 (ドンカスター - ウェイクフィールド・ウエストゲート（英語版） - リーズ)
- ノース・ベリック線 (ノース・ベリック（英語版） - ドレム駅)
- ノーザン・シティ線 (ロンドン・ムーアゲート駅 - フィンスベリー・パーク駅)
- ハートフォード・ループ線（英語版） (アレグザンドラ・パレス駅（英語版） - スティブネイジ駅（英語版）)

ネットワーク・レールの路線定義と異なり、しばしばエディンバラを越えて（カーコーディ、ダンディー およびアーブロースを経由して）ほとんどが東海岸を走っているアバディーンまで含まれると認識されることがある。
なお、エディンバラの北側の路線には、フォース湾を渡る世界的に有名な赤いカンチレバー橋のフォース鉄道橋、およびダンディーにありカーブした構造のテイ橋がある。
また、エディンバラより先のグラスゴー・セントラル駅まで（カーステアーズおよびマザーウェル経由）の路線は公式にはウェスト・コースト本線（West Coast Main Line、WCML）の一部であるが、ロンドンからの長距離列車の多くがこの区間に乗り入れるため、これもしばしばECMLの一部と思われることがある。

### 主要駅一覧
| 都市                           | 駅                             |  | 支線の分岐                                                   |
| ------------------------------ | ------------------------------ |  | ------------------------------------------------------------ |
| エディンバラ                   | エディンバラ・ウェイヴァリー駅 |  | エディンバラの東、Dremの先でノース・ベリック線が北方向に分岐 |
| ベリック・アポン・ツィード     | ベリック・アポン・ツィード駅   |  |                                                              |
| ニューカッスル・アポン・タイン | ニューカッスル・セントラル駅   |  |                                                              |
| ダラム                         | ダラム駅                       |  |                                                              |
| ダーリントン                   | ダーリントン駅                 |  |                                                              |
| ヨーク                         | ヨーク駅                       |  |                                                              |
| ドンカスター                   | ドンカスター駅                 |  | 北方向へリーズへの支線が分岐                                 |
| レットフォード                 | レットフォード駅               |  |                                                              |
| グランサム                     | グランサム駅                   |  |                                                              |
| ピーターバラ                   | ピーターバラ駅                 |  |                                                              |
| スティブネイジ                 | スティブネイジ駅               |  | 南方向にハートフォード・ループ線が分岐                       |
| ロンドン                       | アレグザンドラ・パレス駅       |  | 北方向にハートフォード・ループ線が分岐                       |
| ロンドン                       | フィンスベリー・パーク駅       |  | 南方向にノーザン・シティ線が分岐                             |
| ロンドン                       | キングス・クロス駅             |  |                                                              |

### 詳説
ECMLはイギリスで最速の鉄道路線のひとつであり、路線の大部分が時速125マイル（200km）の運行を設定されている。
現在のイギリスの法律は、時速125マイルを超えるスピードには（線路脇ではなく）運転席内に信号の表示を必要とする。また91形電気機関車を使用するインターシティ225の通常運行時には、設計最高速度である時速140マイル（225km）での運行を防止するよう定めている。
現在の運転席に関する規制が入る以前にイギリス国鉄（ブリティッシュ・レール）は、時速140マイル走行の実験とともに、New England North～Stoke Tunnel間の線路において5番目の「flashing green」（緑明滅）信号表示（の見た目）を実験した。これはいまだ通常の列車運行でも確認でき、この5番目の表示は、次の信号が緑表示もしくは緑明滅表示でかつ閉塞区間に列車がいない (the signal section is clear) 際に表示される。これは、時速140マイルから停止するまでの十分な制動距離を確実にする。 機関車は試運転において時速160マイルのスピードでECMLを走行した。
ECMLはイングランド東部地域平坦な部分を含めた直線状に線路がひかれているため、比較的高速走行が可能である。対照的にウエスト・コースト本線は、トレント川およびカンブリア州を横断せねばならないためより多くのカーブがあり、より低い時速110マイル（約175km）の速度制限が一般的である。WCMLでは、近年振り子式電車ペンドリーノの導入が取り組まれており、ECMLで可能な時速125マイルに合わせるため改良される。

## 列車運行会社

### 旅客列車
旅客列車の運行会社は以下の通り。
ロンドン・ノース・イースタン・レールウェイ
キングス・クロス駅からエディンバラ・ウェイヴァリー駅を結ぶ列車、およびリーズ駅を結ぶ列車を中心に運行している。インターシティ・エクスプレス計画の一環として2019年に運行を開始した日立製作所製の800形・801形には「東」の和名にちなんで「Azuma」という愛称がつけられている。
ゴヴィア・テムズリンク・レールウェイ
ロンドン近郊のキングス・クロス駅 - ピーターバラ、ケンブリッジ、キングズ・リン間、ならびにムーアゲート駅 - スティーブニッジ間（Welwyn Garden Cityまたはハートフォード・ループ線経由）のグレート・ノーザン系統を「グレート・ノーザン」のサブブランドを用いて運行する。また、2018年5月のテムズリンク・ネットワークとの接続以後は「テムズリンク」ブランドでもイースト・コースト本線の列車を運行している。
イースト・ミッドランズ・レールウェイ
リヴァプール・ライム・ストリート駅とノリッチ駅を結ぶ普通列車がグランサム - ピーターバラ間を経由する。
シェフィールド、レスター駅とロンドン・セント・パンクラス駅を結ぶ列車の一部を延長する形で、ドンカスター - ヨーク間を経由しスカボローまで乗り入れている。
クロスカントリー
シェフィールド以北はリーズ経由とドンカスター経由に分かれ、ヨークで合流する。前者はWakefield Westgateとリーズの間でECMLの支線を経由し、後者はドンカスター以北でECMLに乗り入れてエディンバラへ向かう。
不定期列車がドンカスターからリーズまでヨークのECML再合流地点の前まで走る。
トランスペナイン・エクスプレス
リバプール、マンチェスター方面よりヨーク - ニューカッスル間に乗り入れている。この他にNorthallertonで分岐し、Yarm経由でミドルズブラへ向かう列車も運行されている。
ノーザン・トレインズ
ドンカスター - リーズ間とChathill - Morpeth - ニューカッスル間で近郊列車を運行する。他に、ニューカッスルからダーリントンを経由し、Middlesbrough、Saltburnへ直通する便も少数ながら存在する。
アベリオ・スコットレール
エディンバラ - ダンバー間で運行。
ハル・トレインズ
キングス・クロス駅からドンカスター駅を経由し、キングストン・アポン・ハルへ直通する都市間列車を運行するオープンアクセス事業者。
グランド・セントラル
キングス・クロス - サンダーランド間の列車を運行するオープンアクセス事業者。Northallertonで本線から分岐する。
ユーロスター（の運行会社）はかつて、リージョナル・ユーロスター計画の一部として、ECMLに1日あたり5本の列車を走らせる権利を保有していたが、その運行は実現しなかった。

### 貨物列車
貨物列車はDBシェンカー・レール、GBレールフレート、フレイトライナー・グループ、フレートライナー・ヘビーホールおよびダイレクト・レールサービス (DRS) の各社が運行を担当している。

## 参照
1. ↑  UCTC Research Document - Page 32 (PDF)
2. ↑  “'Phantom trains' haunt drive to improve East Coast line”.   The Daily Telegraph (2006年4月10日). 2007年12月17日閲覧。